# Streitkräfte Katars
Die Streitkräfte Katars (arabisch القوات المسلحة القطرية, englisch Qatar Armed Forces) stellen das 16.500 Soldaten starke Militär des Emirates Katar dar. Diese gliedern sich in Heer (12.000), Luftwaffe (2.000) und Marine (inklusive Seepolizei) (2.500).
Die katarischen Streitkräfte beteiligen sich mit einem Angehörigen an der UNIFIL-Mission im Libanon.
Großbritannien hat vier C-130 der Royal Air Force in Katar stationiert. Des Weiteren betreiben die USA in Katar ein gemeinsames HBCT-Ausrüstungslager (APS) der Army, der Air Force, der Navy und der Marines mit 430 Angehörigen.

## Landstreitkräfte
Das katarische Heer (engl.: Qatar Emiri Land Forces, abgekürzt QELF) ist mit 12.000 Soldaten die größte Teilstreitkraft. So sind lediglich 30 % der Soldaten Einheimische, während die restlichen aus 20 Nationen stammen. Die anfänglich britische Ausrüstung wurde in den 1980er-Jahren mit französischer wie AMX-30-Kampfpanzern, VAB, AMX-10, Milan und Crotale-FlaRak ergänzt. Als das katarische Heer die Überprüfung der von den USA gelieferten FIM-92 „Stinger“ 1988 verweigerte, verhängten die USA ein Waffenembargo bis zur Operation Desert Storm 1990.
Im Mai 2009 stimmte der Bundessicherheitsrat Deutschlands einer Lieferung von 36 Leopard-2-Kampfpanzern und im Sommer 2009 einer Lieferung von 24 Stück der Panzerhaubitze 2000 aus Deutschland an Katar zu. Am 18. April 2013 schloss das Emirat einen Vertrag über 24 Panzerhaubitzen PzH 2000 und 62 Kampfpanzer Leopard 2 zur Modernisierung des Heeres mit der Firma Krauss-Maffei Wegmann ab. Des Weiteren stimmte im September 2014 der Bundessicherheitsrat dem Export von 13 Dingo-Radpanzern und 32 Spähpanzern des Typ Fennek zu.

### Gliederung
Das Heer ist wie folgt gegliedert:
- 1 Panzerbrigade
  - 1 Panzerbataillon
  - 1 Mechanisiertes Infanteriebataillon
  - 1 Mörserstaffel
  - 1 Panzerabwehrbataillon
- 3 Mechanisierte Infanteriebataillone
- 1 Kompanie Spezialeinsatzkräfte
- 2 Artilleriebataillon
- 1 Königliche Gardebrigade
  - 3 Infanterieregimenter

### Ausrüstung

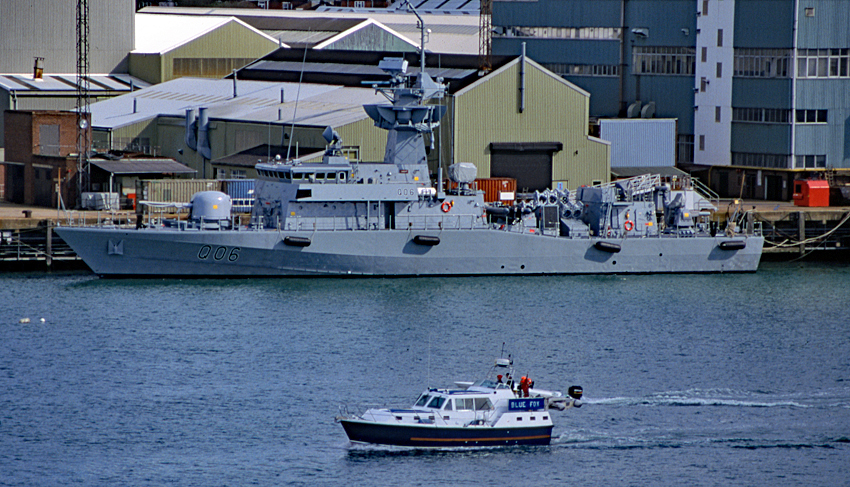
Schnellboot Al Udeid der Marine von Katar

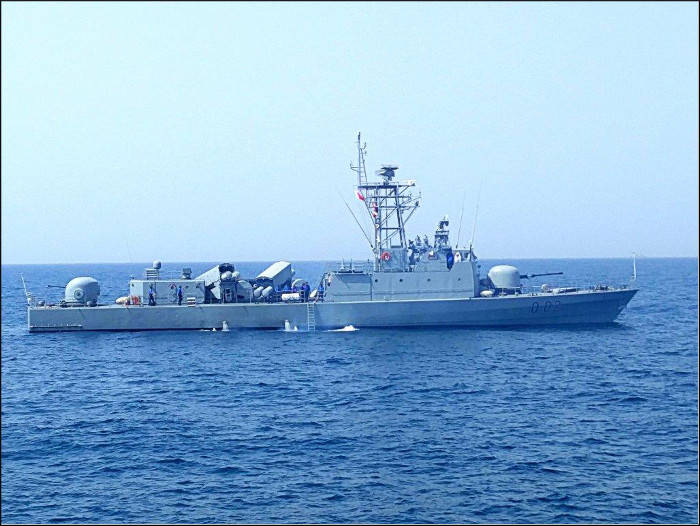
Schnellboot Al Ghariyah

| Fahrzeug                      | Bild          | Herkunft                        | Version      | Anzahl      | Anmerkungen                                                                  |
| Kampfpanzer                   | Kampfpanzer   | Kampfpanzer                     | Kampfpanzer  | Kampfpanzer | Kampfpanzer                                                                  |
| ----------------------------- | ------------- | ------------------------------- | ------------ | ----------- | ---------------------------------------------------------------------------- |
| Leopard 2                     | Kpz Leopard 2 | Deutschland                     | Leopard 2A7+ | 62          |                                                                              |
| Schützenpanzer                |               |                                 |              |             |                                                                              |
| AMX-10P                       |               | Frankreich                      |              | 40          |                                                                              |
| AMX-VCI                       |               | Frankreich                      |              | 30          |                                                                              |
| Spähfahrzeuge                 |               |                                 |              |             |                                                                              |
| Fennek                        |               | Deutschland                     |              | 32          |                                                                              |
| VBL                           |               | Frankreich                      |              | 16          |                                                                              |
| AMX-10 RC                     |               | Frankreich                      | AMX-10RC/105 | 12          |                                                                              |
| Ferret                        |               | Vereinigtes Königreich          |              | 12          | wird durch den Fennek ersetzt                                                |
| gepanzerte Transportfahrzeuge |               |                                 |              |             |                                                                              |
| Mowag Piranha                 |               | Schweiz/ Vereinigtes Königreich | Piranha II   | 36          | gebaut in Lizenz vom britischen Unternehmen Alvis plc                        |
| VAB                           |               | Frankreich                      |              | 188         | 4 Exemplare sind mit Mörsern ausgerüstet und 24 Fahrzeuge mit HOT Lenkwaffen |
| ATF Dingo                     |               | Deutschland                     | Dingo 2      | 14          | 13 geplant in drei Versionen                                                 |
| M706 Commando                 |               | Vereinigte Staaten              | LAV-150      | 8           |                                                                              |
| Nurol Ejder                   |               | Türkei                          | Yalcin       | 150         | Weitere Fahrzeuge sind mit 9K135 Kornet ausgerüstet                          |
| BMC Kirpi                     |               | Türkei                          | Kirpi-2      |             |                                                                              |
| RG-31                         |               | Südafrika                       |              |             |                                                                              |
| NMS                           |               | Türkei                          |              |             | Einige Exemplare sind mit 9K38 Igla und 9K135 Kornet ausgerüstet             |
| Pionier- und Bergepanzer      |               |                                 |              |             |                                                                              |
| WiSENT 2                      | Beispielbild  | Deutschland                     |              | 6           |                                                                              |
| AMX-30                        |               | Frankreich                      | AMX-30D      | 1           |                                                                              |
| Mowag Piranha                 |               | Schweiz                         |              | 2           |                                                                              |
| Artillerie                    |               |                                 |              |             |                                                                              |
| PzH 2000                      |               | Deutschland                     |              | 24          | 155-mm Panzerhaubitze                                                        |
| G5                            |               | Südafrika                       |              | 12          | 155-mm Feldhaubitze                                                          |
| ASTROS II                     |               | Brasilien                       |              | 6           | Raketenwerfer                                                                |
| SY-400                        |               | Volksrepublik China             |              | 2           | Kurzstreckenrakete                                                           |
| L16                           |               | Vereinigtes Königreich          |              | 26          | Mörser                                                                       |
| Thomson-Brandt                |               | Frankreich                      |              | 15          |                                                                              |
| Panzerabwehrwaffen            |               |                                 |              |             |                                                                              |
| FGM-148 Javelin               |               | Vereinigte Staaten              |              |             | Panzerabwehrlenkwaffe                                                        |
| MILAN                         |               | Frankreich Deutschland          |              |             | Panzerabwehrlenkwaffe                                                        |
| 9K135 Kornet                  |               | Sowjetunion                     | Kornet-EM    |             | Panzerabwehrlenkwaffe                                                        |
| FFV Carl Gustaf               |               | Schweden                        |              |             | Reaktive Panzerbüchse                                                        |

Ehemalige Fahrzeuge: EE-9 Cascavel, AMX F3

## Seestreitkräfte
Die Marine Katars (engl.: Qatar Emiri Navy, abgekürzt QEN) umfasst eine Personalstärke von 2.500 Mann und operiert von den Häfen in Doha und der Insel Halul. Die Seestreitkraft begann ihren Einsatz in den 1980er Jahren mit drei Schnellbooten der Combattante-III-Klasse und wuchs in den 90ern von ursprünglich 700 Soldaten auf 1800 an. Geleitet wird die Marine vom Generalmajor Abdullah Hassan Al-Sulaiti.

### Ausrüstung
(Daten aus:)
| Klasse          | Herkunft               | Funktion              | Anzahl | Schiffe                              | Schiffe             | Anmerkungen                                                                            |
| Klasse          | Herkunft               | Funktion              | Anzahl | Name                                 | Kennung             | Anmerkungen                                                                            |
| --------------- | ---------------------- | --------------------- | ------ | ------------------------------------ | ------------------- | -------------------------------------------------------------------------------------- |
| San Giorgio     | Italien                | Landing Platform Dock | 1      | Al Fulk                              | 141                 | [ 13 ]                                                                                 |
| Al Zubarah      | Italien                | Korvette              | 4      | Al Zubarah Damsah Al Khor Sumaysimah | F101 F102 F103 F104 | drei Schiffe befinden sich noch im Bau. Bis 2024 sind alle Schiffe zu liefern          |
| Vita            | Vereinigtes Königreich | Schnellboot           | 4      | Barzan Huwar Al Udeid Al Deebeel     | Q04 Q05 Q06 Q07     |                                                                                        |
|                 | Italien                | Schnellboot           | 2      | Musherib Sheraouh                    | Q61 Q62             | Basiert auf der Falaj-2-Klasse. Das letzte Schiff wurde Anfang Juli 2022 ausgeliefert. |
| Combattante III | Frankreich             | Schnellboot           | 3      | Damsah Al Ghariyah Rbigah            | Q01 Q02 Q03         |                                                                                        |
| MRTP 16         | Türkei                 | Patrouillenboot       | 3      |                                      | Q42 Q43 Q44         |                                                                                        |
| MRTP 20         | Türkei                 | Patrouillenboot       |        |                                      |                     | [ 18 ]                                                                                 |
| MRTP 34         | Türkei                 | Patrouillenboot       | 3      |                                      | Q31 Q32 Q33         | [ 19 ]                                                                                 |
|                 | Türkei                 | Panzerlandungsschiff  | 1      | Fuwairit                             | QL80                | Indienststellung 2022                                                                  |
|                 | Türkei                 | Landungsschiff        | 2      |                                      |                     | [ 20 ]                                                                                 |
|                 | Türkei                 | Landungsschiff        | 1      |                                      |                     | [ 20 ]                                                                                 |
|                 | Türkei                 | Schulschiff           | 2      | Al Doha Al Shamal                    | QTS91 QTS92         | Das erste Schiff wurde im August 2021 geliefert. Das zweite Schiff soll 2022 folgen    |

## Luftstreitkräfte
Die katarischen Luftstreitkräfte wurden 1974 drei Jahre nach der Unabhängigkeit von Großbritannien gegründet und waren in der Anfangszeit hauptsächlich mit Material britischer Herkunft ausgerüstet, wie beispielsweise dem Hawker Hunter.

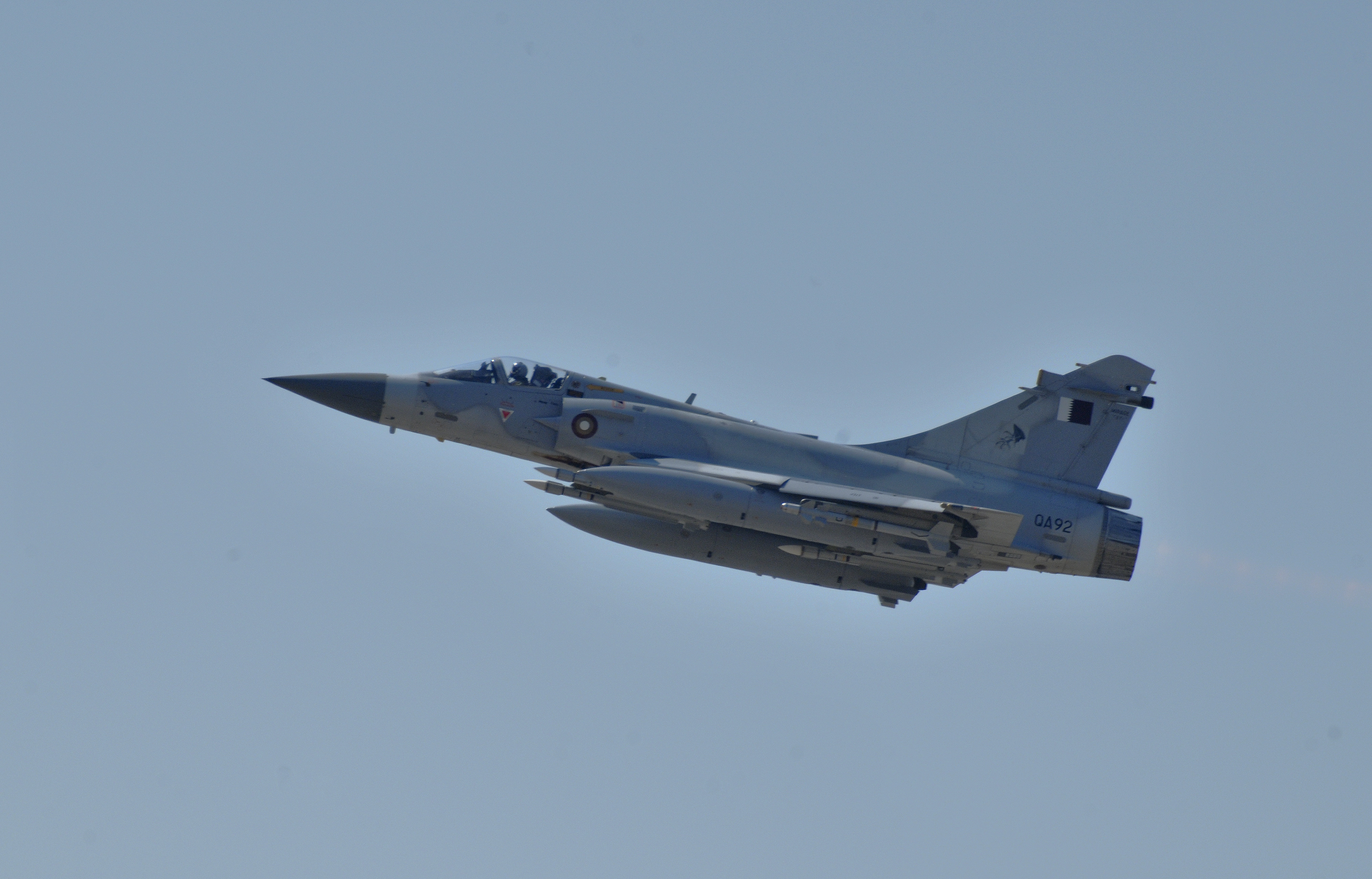
Eine Mirage während des internationalen Militäreinsatzes in Libyen 2011

Die Luftstreitkräfte erwarben später in Frankreich Flugzeuge des Typs Mirage 2000. Im Jahr 2009 erhielt das Emirat zwei strategische C-17-Globemaster-III-Transporter und 2011 folgten vier taktische Transportflugzeuge vom Typ C-130J Hercules. Im November 2009 erhielt das Land den ersten von 18 bestellten AgustaWestland-AW139-Helikoptern. Bisher wurden lediglich zwölf leichte SA-342L-Gazelle-Kampf- und acht mittlere Westland-WS.61-Commando-Transporthubschrauber betrieben. Im Juni 2012 wurde die Kaufabsicht von zwölf UH-60M Black Hawk und im Juli 2012 der Kauf von 24 Pilatus PC-21 inklusive Simulatoren bekanntgegeben. Die ersten beiden PC-21 wurden Anfang Oktober 2014 an die QEAF ausgeliefert.
Seit Anfang 2011 lief eine Evaluierung, um die veralteten Mirage 2000-5 zu ersetzen. Am 4. Mai 2015 wurde der Vertrag über die Lieferung von 24 Maschinen der französischen Dassault Rafale für 6,3 Mrd. Euro unterzeichnet. Des Weiteren bestellte Katar Mitte 2017 bei Boeing 36 Kampfflugzeuge des Typs Boeing F-15 Eagle für 12 Mrd. Dollar. und im Dezember 2017 bei BAE Systems (Eurofighter Jagdflugzeug GmbH) 24 Eurofighter Typhoon für rund 5 Mrd. Pfund. Stand 2021 sind 6 Alpha Jets, 4 F-15 Eagle, 27 Rafale, 1 Eurofighter sowie 9 Mirage 2000 im Einsatz.

## Einsätze
Die Luftwaffe Katars beteiligte sich am Internationalen Militäreinsatz in Libyen 2011. Im Syrischen Bürgerkrieg unterstützte die Luftwaffe Katars die USA bei Bombardierungen von Stellungen der Terrororganisation „Islamischer Staat“. Unter anderem lieferte Katar das deutsch-französische Panzerabwehrsystem MILAN an die Syrische Oppositionsarmee.